# درا بي
درا بي هي قرية في مقاطعة طالقان، إيران. عدد سكان هذه القرية هو 144 في سنة 2006.